# Walter Q. Gresham
Walter Quintin Gresham (Lanesville, 17 de marzo de 1832-Washington D. C., 28 de mayo de 1895) fue un político y jurista estadounidense. Fue general del Ejército de la Unión durante la guerra civil estadounidense, participando en el sitio de Vicksburg y otras batallas importantes. Posteriormente se desempeñó como juez federal y como Secretario del Tesoro y Secretario de Estado en el gabinete de dos administraciones presidenciales. Fue miembro del Partido Republicano durante la mayor parte de su carrera, pero posteriormente se unió al Partido Demócrata.

## Biografía

### Primeros años
Nació en Indiana, hijo de William Gresham (1802-1834) y Sarah Davis. Pasó dos años en una academia en Corydon (Indiana), un año en la Universidad de Indiana Bloomington, antes de ser admitido en el colegio de abogados en 1854.
En 1860 fue elegido miembro de la Cámara de Representantes del Estado por el partido Republicano. En la Cámara, como presidente del comité de asuntos militares, se encargó de preparar las tropas de Indiana para el servicio en el ejército federal.

### Guerra civil
Durante la guerra civil estadounidense, sirvió en el Ejército de la Unión, alcanzando el rango de general de división. En 1861 se convirtió en coronel de la 53.ª infantería voluntaria de Indiana, y posteriormente participó en la campaña de Ulysses S. Grant en Tennessee en 1862, y en las campañas de Corinth y Vicksburg, donde comandó una brigada. En agosto de 1863, fue nombrado general de brigada de voluntarios, y fue puesto al mando de las fuerzas federales en Natchez (Misisipi). En 1864 comandó una división del 17º Cuerpo de Ejército en la campaña de William Tecumseh Sherman en Atlanta. Previo a ello, el 20 de julio, recibió una herida que lo obligó a retirarse del servicio activo.

### Carrera
Después de la guerra, ejerció la abogacía en New Albany (Indiana). También se desempeñó como Agente de Estado de Indiana, administrando la deuda del estado.
Se presentó sin éxito al Congreso de los Estados Unidos en 1866 y 1868. En 1869, el presidente Ulysses S. Grant lo nombró juez federal de distrito para Indiana. En 1887 emitió una orden judicial que emitió contra los sindicatos en la gran huelga ferroviaria de dicho año, instando al presidente Rutherford B. Hayes a utilizar tropas federales para romper la huelga. Dejó su cargo de juez cuando fue nombrado Director General del Servicio Postal de los Estados Unidos por el presidente Chester A. Arthur en 1883. En el cargo, se ocupó de la supresión de la Lotería de Luisiana. También se encargó de implementar la Ley de Servicio Civil de Pendleton. En 1884 se convirtió en Secretario del Tesoro, renunciando al poco tiempo para aceptar un nombramiento como Juez del Tribunal de Circuito de los Estados Unidos para el Séptimo Circuito.
Fue candidato a la nominación presidencial republicana en 1884 y 1888. En la segunda oportunidad, lideró durante algún tiempo la votación. Su candidatura de 1888 fue apoyada por varios sindicatos agrarios notables, entre ellos The Agricultural Wheel, Grange y Farmer's Alliance.
En 1892, apoyó la candidatura presidencial de Grover Cleveland (un demócrata), quien en un gesto bipartidista de atraer republicanos reformistas a su administración, le ofreció el cargo de Secretario de Estado. Gresham aceptó el ofrecimiento al estar insatisfecho con la dirección del Partido Republicano, pese a no tener suficiente conocimiento en materia de política exterior. Ocupó el cargo hasta su fallecimiento, el 28 de mayo de 1895.
Tan pronto como asumió su puesto como Secretario de Estado, comenzó a investigar las circunstancias que rodearon el fallido intento de los Estados Unidos de anexar a Hawái por su antecesor, John W. Foster. La investigación  mostró la participación directa de los diplomáticos estadounidenses en el derrocamiento de la Reina Liliuokalani. Por consejo del fiscal general Richard Olney, el presidente Cleveland decidió retirar el tratado de anexión ante el Senado. Dado que el derrocamiento de la Reina fue esencialmente un golpe de Estado por parte de los plantadores de azúcar proestadounidenses con la intención de eliminar el poder político de los nativos de Hawái, Cleveland esperaba restaurar el poder de Liliuokalani. Sin embargo, el Senado se negó a darle a Cleveland la autoridad para hacerlo.
En el cargo también trabajó para contrarrestar la influencia británica en el continente americano, citando la Doctrina Monroe como su principio rector. Advirtió a Julian Pauncefote, el embajador británico en los Estados Unidos, contra la participación británica en un intento de golpe de Estado en Brasil en 1895. Sin embargo, cuando el presidente nicaragüense José Zelaya intentó ejercer un reclamo nicaragüense sobre la Reserva Mosquito en 1894, trabajó con el gobierno británico para asegurar los privilegios comerciales continuos de los estadounidenses residentes en la región.

## Homenajes
Las localidades de Gresham (Oregón), Gresham (Nebraska) y Gresham (Wisconsin) fueron nombradas en su honor.